# Primo Danieli
Primo Danieli (Milano, 24 giugno 1899 – 1964) è stato un calciatore italiano, di ruolo terzino.

## Carriera
Dal 1919 al 1931 gioca per il Padova 214 partite segnando 2 gol.
Debutta il 7 novembre 1920 nella partita Padova-Dolo (3-2). L'ultima apparizione è in Udinese-Padova (5-4) del 15 marzo 1931.
Ha militato nella squadra del Padova che ha giocato nella prima edizione del campionato di Serie A.
È al 12º posto nella classifica dei giocatori con più presenze con la maglia del biancoscudata.